# Elia (Vorname)
Elia ist ein je nach Herleitung und Aussprache männlicher oder weiblicher Vorname.

## Herkunft und Bedeutung

### Männlicher Vorname
Beim männlichen Namen Elia [e.ˈliː.a] handelt es sich um die italienische und deutsche Variante des hebräischen Namens אֵלִיָּהוּ ʾēlijjāhū.

### Weiblicher Vorname
Beim weiblichen Vornamen Elia [ˈe.lja] handelt es sich um eine weibliche Variante von Elio.

## Verbreitung

### Männlicher Vorname
Der Name Elia hat sich in Italien in der Top-100 der Vornamenscharts etabliert. Seit 2019 zählt er zu den 30 beliebtesten Jungennamen des Landes (Stand 2022).
Ein ähnliches Bild zeigt sich in der Schweiz. Dort erreichte Elia im Jahr 2010 seine erste Top-30-Platzierung. Seit 2021 zählt er zur Top-20 der Hitliste.
In den Niederlanden wird Elia gelegentlich vergeben und erreichte in den vergangenen Jahren wiederholt die Top-500 der Vornamenscharts.
In Deutschland ist Elia seit Mitte der 2000er Jahre geläufig. Im Jahr 2023 belegte er Rang 109 der Hitliste. Besonders beliebt ist der Name in Baden-Württemberg. Rund 88 % aller in Deutschland geborenen Kinder mit Namen Elia sind Jungen.

### Weiblicher Vorname
In Frankreich wurde Elia bereits zu Beginn des 19. Jahrhunderts gelegentlich vergeben, erreichte jedoch nur zweimal die Top-200 der Vornamenscharts. Im Jahr 1941 verließ der Name die Hitlist der 500 meistgewählten Mädchennamen des Landes. Erst 1998 trat Elia wieder in die Vornamenscharts ein. Im Jahr 2016 erreichte er seine bislang einzige Top-200-Platzierung. Zuletzt stand er auf Rang 223 der Hitliste. Seit 2018 findet sich auch die Variante Élia unter den 500 meistgewählten Mädchennamen.
In Spanien zählt Elia seit 2014 zu den 100 beliebtesten Mädchennamen. Im Jahr 2022 belegte der Name Rang 85 der Hitliste.

## Varianten

### Männlicher Vorname
Die isländische Variante des Namens lautet Elía.
Für weitere Varianten: siehe Elias#Varianten

### Weiblicher Vorname
- Französisch: Élia
- Italienisch: Élia, Èlia
- Katalanisch: Èlia

Für weitere Varianten: siehe Elio#Varianten

## Namensträger

### Männliche Namensträger
- Elia Eskandr Abd Elmalak (* 1975), ägyptischer Geistlicher
- Elia Antonio Alberini (1812–1876), Bischof von Ascoli Piceno, Italien
- Elia Alessandrini (1997–2022), schweizerisch-italienischer Fußballspieler
- Elia Andrioletti (* 1952), italienischer Endurosportler
- Elia Barp (* 2002), italienischer Skilangläufer
- Elia Bartolini (* 2003), san-marinesischer Motorradrennfahrer
- Elia Bastianoni (* 1991), italienischer Fußballtorhüter
- Elia Benamozegh (1823–1900), italienischer Rabbiner, Exeget und Kabbalist
- Elia Benedettini (* 1995), san-marinesischer Fußballtorhüter
- Elia Caprile (* 2001), italienischer Fußballtorwart
- Elia Castello († 1602), österreichischer Bildhauer, Stuckateur und Mosaikkünstler
- Elia Cmíral (* 1950), US-amerikanischer Filmkomponist
- Elia Comini (1910–1944), römisch-katholischer Märtyrer
- Elia Dalla Costa (1872–1961), italienischer Kardinal der römisch-katholischen Kirche
- Elia ben Moses Abba Delmedigo (1460–1497), jüdischer Religionsphilosoph
- Elia Diodati (1576–1661), Genfer Jurist und Anwalt
- Elia ha-Kohen († 1729), jüdischer Gelehrter
- Elia Favilli (* 1989), italienischer Straßenradrennfahrer
- Elia Frosio (1913–2005), italienischer Bahnradsportler
- Elia Gaggini, schweiz-italienischer Bildhauer der Renaissance
- Elia Interguglielmi (1746–1835), italienischer Maler
- Elia Irimari, namibischer Politiker und Regionalgouverneur
- Elia Kahvedjian (1910–1999), armenischer Fotograf
- Elia Kaiyamo (* 1951), namibischer Politiker der SWAPO und Diplomat
- Elia Kazan (1909–2003), US-amerikanischer Regisseur und Schriftsteller
- Elia Legati (* 1986), italienischer Fußballspieler
- Elia Luini (* 1979), italienischer Ruderer
- Elia Marcelli (1915–1998), italienischer Dichter, Dokumentarfilmer und Drehbuchautor
- Elia Meschack (* 1997), kongolesischer Fußballspieler
- Elia Millosevich (1848–1919), italienischer Astronom
- Elia Misrachi (1455–1526), jüdischer Gelehrter
- Elia Ostwald (* 1988), deutscher Eishockeyspieler
- Elia Rediger (* 1985), Schweizer Sänger, Künstler und Lyriker
- Elia Rigotto (* 1982), italienischer Radrennfahrer
- Elia Schmid (* 1996), Schweizer Tischtennisspieler
- Elia van Scirouvsky (* 1970), deutscher Schriftsteller
- Elia Soriano (* 1989), deutsch-italienischer Fußballspieler
- Elia Specolizzi (* 1997), italienischer Rapper, bekannt als DrefGold
- Elia Suleiman (* 1960), palästinensischer Filmregisseur
- Elia Viviani (* 1989), italienischer Bahn- und Straßenradrennfahrer
- Elia Zeni (* 2001), italienischer Biathlet
- Elia Zurbriggen (* 1990), Schweizer Skirennfahrer

Zweiter Vorname
- Juantxo Elía Vallejo (* 1979), spanischer Fußballspieler
- Eugenio Elia Levi (1883–1917), italienischer Mathematiker, Physiker und Hochschullehrer
- Petros Elia von Baz (1880–1932), osmanischer Diplomat
- Sani Elia Lagigietama Lakatani (* 1936), niueanischer Politiker und Ministerpräsident von Niue
- Giulio Elia Sabatello (* 1993), italienischer Rapper, bekannt als Lowlow

### Weibliche Namensträger
- Élia António de Araújo dos Reis Amaral, osttimoresische Politikerin
- Elia Barceló (* 1957), österreichisch-spanische Schriftstellerin und Literaturwissenschaftlerin
- Èlia Bastida (* 1995), spanische Jazzmusikerin (Violine, Saxophon, Gesang)
- Elia di San Clemente (1901–1927), italienische Karmelitin und Selige
- Elia María Martínez (* 1979), spanische Fußballschiedsrichterin
- Elia W. Peattie (1862–1935), US-amerikanische Autorin und Journalistin
- Elia Maria González-Álvarez y López-Chicheri (1905–1998), spanische Tennisspielerin, bekannt als Lilí Álvarez